# Stomatrema guberleti
Stomatrema guberleti är en plattmaskart. Stomatrema guberleti ingår i släktet Stomatrema och familjen Plagiorchiidae. Inga underarter finns listade i Catalogue of Life.